# And Your Bird Can Sing
And Your Bird Can Sing is een lied dat op naam staat van het schrijversduo Lennon-McCartney, maar is voornamelijk geschreven door John Lennon met enige hulp van Paul McCartney. Het lied is in 1966 uitgebracht op het album Revolver van de Britse popgroep The Beatles. Lennon was naar eigen zeggen niet tevreden over het nummer en noemde het een 'throwaway'.
And Your Bird Can Sing werd opgenomen in twee dagen in de Abbey Road Studios in Londen. Op 20 april 1966 namen The Beatles twee takes van het nummer op. Een van deze takes is te horen op het verzamelalbum Anthology 2. Op deze versie van het lied is te horen hoe Lennon en McCartney tijdens het zingen beginnen te giechelen en hier niet meer mee kunnen stoppen. Op 26 april namen The Beatles nog elf takes van And Your Bird Can Sing op. De tiende take werd als de beste take beschouwd en hieraan werd zang en verdere instrumentatie toegevoegd.

## Credits
- John Lennon - zang, gitaar, handgeklap
- Paul McCartney - gitaar, basgitaar, achtergrondzang, handgeklap
- George Harrison - gitaar, achtergrondzang, handgeklap
- Ringo Starr - drums, tamboerijn, handgeklap

## Coverversies
- De Nederlandse band The Zoo coverde het nummer in 1991 op hun cd What's in the Package.
- Het nummer is gecoverd door de Amerikaanse metalband Helmet. Hun vertolking staat op het in 2010 uitgebrachte album Seeing Eye Dog.